# Новий Мізунь
Но́вий Мізунь — село в Вигодській громаді Калуського району Івано-Франківської області України.

## Історія
У 1939 році в селі проживало 130 мешканців (10 українців, 10 поляків, 110 німців).
17.10.1954 облвиконком рішенням № 744 передав хутір Новий Мізунь з Новошинської сільської ради до Старомізунської сільської ради.

## Населення

### Мова
Розподіл населення за рідною мовою за даними перепису 2001 року:
| Мова       | Кількість | Відсоток |
| ---------- | --------- | -------- |
| українська | 326       | 98.19%   |
| білоруська | 4         | 1.20%    |
| російська  | 2         | 0.61%    |
| Усього     | 332       | 100%     |

## Природа
Біля села розташована гідрологічна пам'ятка природи — Болото Ширковець, а також Мізунський водоспад. На південний захід від села розташовані заповідні урочища «Соболь», «Грегіт» і «Чорна Сигла», а також ботанічна пам'ятка природи — Урочище «Кіндрат».

## Економіка
У селі розташоване одне з найкращих джерел мінеральної води Івано-Франківщини — Мізунське джерело. ТОВ «Мізунь», Завод мінеральних вод — одне з найбільших підприємств села. Завод випускає бутильовану воду «Карпатська вода» для мережі супермаркетів «Фуршет».

## Культура
- Фестиваль екстремальної та молодіжної культури "Мізунська Звигода".